# Heinrich Bohner
Heinrich Bohner (* 24. November 1842 in Feil; † 21. März 1905 in Speyer) war als evangelischer Missionar fast 35 Jahre in Afrika tätig. Zuerst an der Goldküste im heutigen Ghana, dann in der deutschen Kolonie Kamerun.

## Familie und Jugend
Die Familie stammte aus dem Norden der damals bayerischen Rheinpfalz, aus Feil nahe der Ebernburg. Sein Vater war Philipp Heinrich Bohnert (1804–1874); die Mutter Barbara (1814–1853), geb. Blätz. Heinrich Bohner, der durch ein lahmes Bein behindert war, erlernte wie sein Vater den Beruf des Schuhmacher.
Er heiratete Frieda Krieg (1851–1875). Mit ihr hatte er zwei Töchter. Etwa eineinhalb Jahre nach dem Tod von Frieda an der Goldküste, heiratete er deren Schwester Johanna genannt Hanna (1853–1935). Die zehn von dreizehn das frühe Kindesalter überlebenden Kinder aus dieser Verbindung wuchsen „zu Hause“ entweder im Basler Knabenhaus der Missionsgesellschaft oder bei Verwandten auf.
Sein ältester Sohn Theodor hat ihm mit der Biographie Der Schuhmacher Gottes 1934 ein Denkmal gesetzt. Der zweite Sohn Hermann, ebenfalls zum Missionar ausgebildet, reüssierte als Japanologe. Weitere schriftstellerisch tätige Söhne waren Gottlob (1888–1963) und Alfred (1894–1954). Alle vier promovierten.

## Missionstätigkeit
1863 bewarb er sich um Aufnahme bei der evangelischen Basler Missionsgesellschaft, die ihn nach einer dreimonatigen Ausbildung in die britische Kolonie an der Goldküste entsandte. Zuerst brachte er den Einheimischen das Schusterhandwerk bei. Gleichzeitig erlernte er deren Sprachen und entwickelte sich zu einem Straßenprediger. Er wurde 1875 zum Pfarrer ordiniert und engagierte sich besonders gegen Sklaverei und Sklavenhandel, etwa indem er freigelassenen Sklaven half, ein neues Leben aufzubauen.
Als Geistlicher veröffentlichte er Sprachstudien sowie Schriften zum Volksleben Westafrikas, darunter den Roman Im Lande des Fetischs. 1886 wechselte Bohner in die neu entstandene deutsche Kolonie Kamerun. Dort leitete er als Präses zwölf Jahre die Basler Mission, für die er über 100 Außenstationen und Schulen errichtete.
Nach seiner Rückkehr 1899 nach Deutschland, zunächst nach Lörrach, dann in Speyer, predigte er in seiner letzten Lebensphase, nicht nur in der Pfalz, als Wanderprediger für die Deutsche Kolonialgesellschaft auch die imperialistische Ideologie, welche die weltweite Expansion der europäischen Mächte rechtfertigte.
Seine Frau verfasste um 1900 einige „erbauliche“ Schriften zur Förderung des Missionsgedankens.

## Weblink
- Vor 100 Jahren: In Speyer stirbt der Afrikamissionar Heinrich Bohner

| Personendaten    | Personendaten                    |
| ---------------- | -------------------------------- |
| NAME             | Bohner, Heinrich                 |
| KURZBESCHREIBUNG | deutscher Schuster und Missionar |
| GEBURTSDATUM     | 24. November 1842                |
| GEBURTSORT       | Feil                             |
| STERBEDATUM      | 21. März 1905                    |
| STERBEORT        | Speyer                           |